# Rali do Ártico
Rali do Ártico (em finlandês Tunturiralli), oficialmente Arctic Lapland Rally, é uma competição anual de rali realizada em Rovaniemi, na Finlândia.

## Descrição do rali
Rali do Ártico, conhecido actualmente como Artic Lapland Rally e também como Tunturiralli, é uma competição anual de rali realizada em Rovaniemi, Lapónia, Finlândia. É organizado desde 1966. Fez parte da Copa FIA Cup para Pilotos do Campeonato Mundial de Rali em 1977 e 1978. Desde essa data, fez parte do Campeonato Europeu de Rali até 2004. Actualmente, faz parte do Campeonato Nacional da Finlândia. O rali foi ganho por cinco campeões mundiais: Marcus Grönholm, Tommi Mäkinen, Hannu Mikkola, Timo Salonen e Ari Vatanen. Nos anos mais recentes, este rali tem atraído competidores como Mika Häkkinen, JJ Lehto, Keke Rosberg e Derek Warwick.

## Vencedores
| Ano        | Piloto              | Carro                          |
| ---------- | ------------------- | ------------------------------ |
| 2025       | Tuukka Kauppinen    | Toyota GR Yaris Rally2         |
| 2024       | Elfyn Evans         | Toyota GR Yaris Rally1         |
| 2023       | Teemu Asunmaa       | Skoda Fabia R5 EVO             |
| 2022       | Emil Lindholm       | Skoda Fabia R5 EVO             |
| 2021 (WRC) | Ott Tänak           | Hyundai i20 Coupe WRC          |
| 2021       | Juho Hänninen       | Toyota Yaris WRC               |
| 2020       | Kalle Rovanperä     | Toyota Yaris WRC               |
| 2019       | Emil Lindholm       | Volkswagen Polo GTI R5         |
| 2018       | Eerik Pietarinen    | Škoda Fabia R5                 |
| 2017       | Teemu Asunmaa       | Škoda Fabia R5                 |
| 2016       | Juha Salo           | Peugeot 208 T16 R5             |
| 2015       | Juha Salo           | Mitsubishi Lancer Evolution IX |
| 2014       | Tuohino Janne       | Ford Fiesta R5                 |
| 2013       | Juha Salo           | Mitsubishi Lancer Evolution X  |
| 2012       | Esapekka Lappi      | Ford Fiesta S2000              |
| 2011       | Juha Salo           | Mitsubishi Lancer Evolution X  |
| 2010       | Dani Sordo          | Citroën C4 WRC                 |
| 2009       | Juha Salo           | Mitsubishi Lancer Evolution IX |
| 2008       | Juha Salo           | Mitsubishi Lancer Evolution IX |
| 2007       | Kosti Katajamäki    | Mitsubishi Lancer Evolution 9  |
| 2006       | Kosti Katajamäki    | Ford Focus WRC                 |
| 2005       | Juuso Pykälistö     | Ford Focus WRC                 |
| 2004       | Jukka Ketomäki      | Mitsubishi Lancer Evolution 7  |
| 2003       | Janne Tuohino       | Ford Focus WRC                 |
| 2002       | Juuso Pykälistö     | Toyota Corolla WRC             |
| 2001       | Pasi Hagström       | Toyota Corolla WRC             |
| 2000       | Thomas Rådström     | Toyota Corolla WRC             |
| 1999       | Pasi Hagström       | Toyota Corolla WRC             |
| 1998       | Marcus Grönholm     | Toyota Celica GT-Four          |
| 1997       | Marcus Grönholm     | Toyota Celica GT-Four          |
| 1996       | Marcus Grönholm     | Toyota Celica Turbo 4WD        |
| 1995       | Sebastian Lindholm  | Ford Escort RS Cosworth        |
| 1994       | Lasse Lampi         | Mitsubishi Galant VR4          |
| 1993       | Mikael Sundström    | Mazda 323 4WD                  |
| 1992       | Kari Kivenne        | Mitsubishi Galant VR4          |
| 1991       | Mikael Sundström    | Mazda 323 4WD                  |
| 1990       | Antero Laine        | Lancia Delta HF Integrale      |
| 1989       | Tommi Mäkinen       | Lancia Delta HF Integrale      |
| 1988       | Timo Heinonen       | Audi Coupe Quattro             |
| 1987       | Mikael Sundström    | Mazda 323 4WD                  |
| 1986       | Antero Laine        | Audi Quattro                   |
| 1985       | Antero Laine        | Audi Quattro                   |
| 1984       | Antero Laine        | Audi Quattro                   |
| 1983       | Lasse Lampi         | Audi Quattro                   |
| 1982       | Timo Salonen        | Datsun Violet GT               |
| 1981       | Ulf Grönholm        | Fiat Abarth 131 Rallye         |
| 1980       | Henri Toivonen      | Talbot Sunbeam Lotus           |
| 1979       | Leo Kinnunen        | Porsche 911 S                  |
| 1978       | Ari Vatanen         | Ford Escort RS 1800            |
| 1977       | Ari Vatanen         | Ford Escort RS 1800            |
| 1976       | Tapio Rainio        | Saab 96 V4                     |
| 1975       | Simo Lampinen       | Saab 96 V4                     |
| 1974       | Tapio Rainio        | Saab 96 V4                     |
| 1973       | Timo Mäkinen        | Ford Escort RS 1600            |
| 1972       | Leo Kinnunen        | Porsche 911 S                  |
| 1971       | Antti Aarnio-Wihuri | Porsche 911 S                  |
| 1970       | Hannu Mikkola       | Ford Escort Twin-Cam           |
| 1969       | Antti Aarnio-Wihuri | Porsche 911 S                  |
| 1968       | Hans Laine          | VW 1600 L                      |
| 1967       | Raimo Kossila       | VW 1600 L                      |
| 1966       | Kari Sohlberg       | VW 1600 L                      |